# 卡霍基亚政体

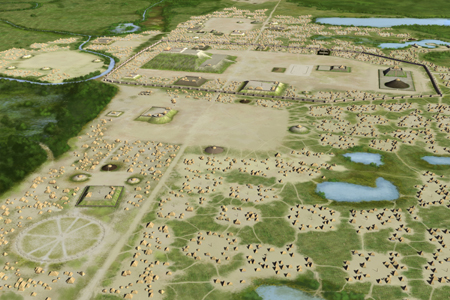
艺术家对卡霍基亚中心区域的复原图。卡霍基亚的东西轴线 (测量)贯穿卡霍基亚太阳环、僧侣墩和其他几座大型土丘。

卡霍基亚政体（英語：Cahokia polity）是美国历史上的一个以卡霍基亚为中心、对周边地区行使控制的政治实体。与其他密西西比文化的酋邦不同，卡霍基亚政体具有不寻常的早期兴起、高人口规模以及更广泛的地区影响力。学界普遍认为卡霍基亚确实存在一个酋邦或準國家形态，这是因为在卡霍基亚遗址中缺乏一些典型国家的关键标志。尽管卡霍基亚规模庞大，但迄今的研究尚未发现显示其具备典型国家特征的技术和政治发展。
术语“拉米国家”由学者康拉德和哈恩于1972年提出，用以指代一个理论上的国家，其核心由卡霍基亚古城掌控，据信在所有出土拉米陶器的地区都具有影响力。持该理论的学者认为，拉米国家控制“美洲低地”地区，其都城即为古代的卡霍基亚城。根据该理论，该国家的经济主要依赖农业劳动，普通劳工为少数精英阶层建造大型仪式性建筑；同时，也存在商人阶层和贡赋制度。